# Avoca (Nebraska)
Avoca é uma vila localizada no estado americano de Nebraska, no Condado de Cass.

## Demografia
Segundo o censo americano de 2000, a sua população era de 270 habitantes. 
Em 2006, foi estimada uma população de 273, um aumento de 3 (1.1%).

## Geografia
De acordo com o United States Census Bureau, a localidade tem uma área de 0,3 km², sem área coberta por água. Avoca localiza-se a aproximadamente 360 m acima do nível do mar.

## Localidades na vizinhança
O diagrama seguinte representa as localidades num raio de 16 km ao redor de Avoca. 